# Edoardo Weiss
Edoardo Weiss (Trieste, 21 settembre 1889 – Chicago, 14 dicembre 1970) è stato uno psichiatra e psicoanalista italiano di origine ebraica, superstite dell'Olocausto come rifugiato negli Stati Uniti.
Allievo di Sigmund Freud e del suo seguace Paul Federn, introdusse in Italia la dottrina psicoanalitica.

## Biografia
Edoardo Weiss nacque a Trieste il 21 settembre 1889 da genitori ebrei: il padre Ignazio, di origine boema, era proprietario di un oleificio; la madre, Fortuna Iacchia, era di stirpe sefardita. Da giovane, si trasferì a Vienna, capitale dell'Impero austro-ungarico, per studiare medicina ed in particolar modo psichiatria. Durante il suo corso di laurea, Weiss ebbe la fortuna di incontrare molti docenti illustri, come il bavarese Theodor Escherich, scopritore dell'Escherichia coli, ma anche il professor Julius Wagner-Jauregg, l'unico premio Nobel in ambito psichiatrico. Nel 1913, l'anno prima della sua laurea, Weiss entrò a far parte della Società Psicoanalitica Viennese, iniziando ad esercitare la sua professione di medico psichiatra.
Nel 1917 sposò la dottoressa Wanda Schrenger che diventerà la madre dei suoi figli e la compagna di tutta la vita.

### Gli ambienti della sua formazione

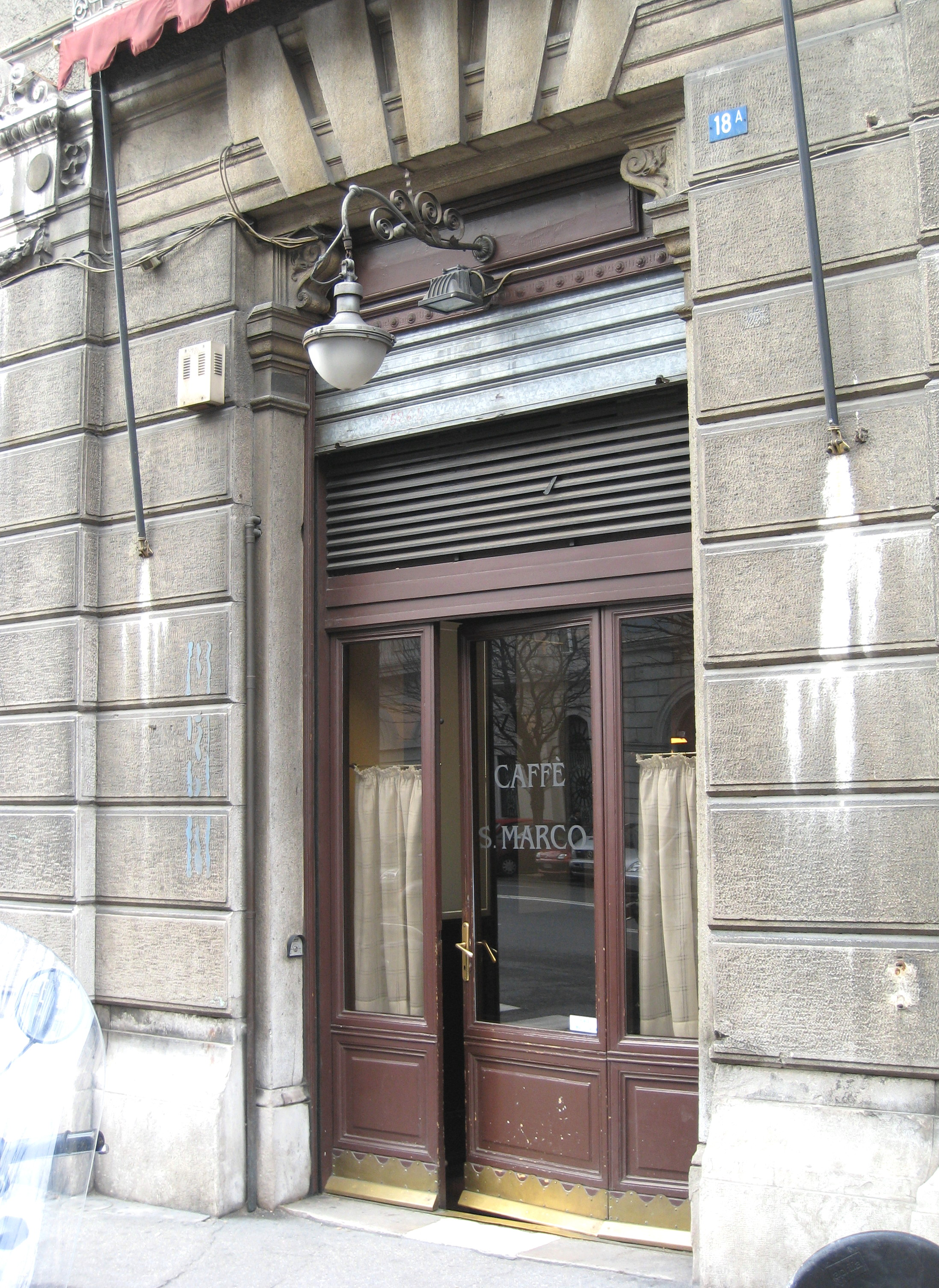
Caffè San Marco - Trieste

La psichiatria non aveva ancora trovato terreno fertile in Italia e Weiss, che coltivava già da tempo l'interesse per tale ambito, decise di lasciare Trieste ed intraprendere i propri studi all'Università di Vienna, seguendo l'esempio di tanti altri triestini che avevano studiato presso questa università considerata, alla fine del secolo, una tra le migliori per l'elevato tenore di vita che favoriva il progresso culturale e scientifico.
Lo scrittore Stefan Zweig nell'opera Mondo di ieri descrive così la città:
(Stefan Zweig)
Nel 1914 ritornò a Trieste, ove e continuò ad esercitare la sua professione;  Trieste nel frattempo era diventata un centro di comunicazione tra l'Europa e il resto del mondo.
In vent'anni la popolazione era aumentata del 40% ed il comune risultava al primo posto nella graduatoria delle città austro-ungariche per il rapporto tra numero dei contribuenti e popolazione complessiva. Per Edoardo Weiss, uno dei luoghi più vitali fu il Caffè San Marco che, come descrive lo scrittore Claudio Magris, divenne il “ritrovo della gioventù irredentista e un laboratorio di passaporti falsi per i patrioti antiaustriaci che volevano scappare in Italia”.
Il Caffè permise ad Edoardo di confrontarsi con personaggi di spicco quali il noto matematico Guido Voghera, il filosofo Giorgio Fano e grandi artisti illustri come Vittorio Bolaffio, Ruggero Rovan e Italo Svevo.

### Medico ufficiale durante la Grande Guerra e psichiatra al manicomio di Trieste

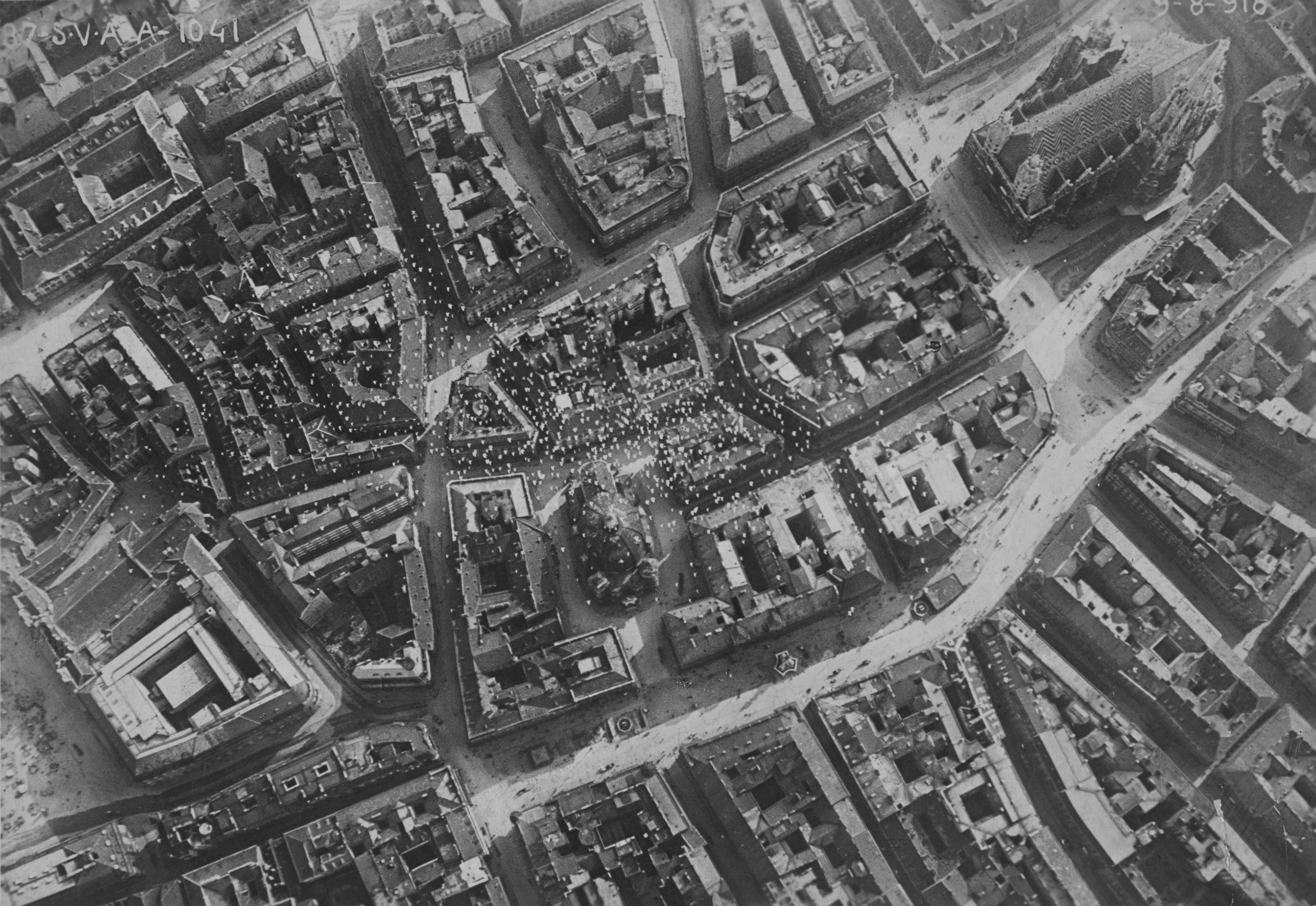
Vienna durante la Grande Guerra

Allo scoppio della Grande Guerra, Weiss fu chiamato alle armi come medico militare nell'esercito austro-ungarico. È certo che lo psichiatra nutrisse per l'Italia un grande amore, sentimento che accomunava tutta la borghesia di quel tempo: un aneddoto narra che Weiss fu assegnato al contingente polacco ed in seguito accusato di aver dimostrato eccessiva clemenza verso i soldati italiani fatti prigionieri, per tale motivo fu trasferito in terra croata. Alla fine della guerra, Edoardo trovò lavoro come psichiatra presso il reparto maschile del Civico Frenocomio “Andrea di Sergio Galatti” di Trieste, presso il quale esercitò per 10 anni.  Lasciò molte cartelle cliniche con relative note anamnestiche dalle quali si evince la sua grande dedizione nella cura del paziente accompagnata da una capacità descrittiva precisa dei sintomi. Grazie a Weiss, con l'introduzione della psicoanalisi, molti triestini trovarono un sano rimedio alle insoddisfazioni della vita quotidiana.
(Giorgio Voghera)
Nei rapporti di amicizia tentò, invano, di tenere separata la vita professionale da quella privata: i Caffè, infatti, si trasformarono in centri di raccolta di interpretazione dei sogni.
Nel 1931 decise, allora, di trasferirsi a Roma:
(Edoardo Weiss)

### Il rapporto con Freud

Sigmund Freud, il "Maestro" di Edoardo Weiss

Per Weiss il modello di riferimento, durante il percorso di studi, fu Sigmund Freud, con il quale instaurò una profonda amicizia e grazie al quale coltivò l'interesse per la psicoanalisi. Il loro primo incontro avvenne nel 1908 quando, in seguito alla lettura di due opere di Freud (L'interpretazione dei sogni e Gradiva), il diciannovenne Weiss si recò presso lo studio del noto neuropatologo. Freud lo accolse con affetto e, alla domanda se avesse disturbi interiori che lo tormentassero, Weiss, intimidito e imbarazzato, confessò alcuni suoi problemi psicologici chiedendone alla fine l'onorario: Freud rispose che “non faceva mai pagare i colleghi”.
Da quell'incontro, il giovane medico chiese sempre al “Maestro” (nome con cui Weiss identificava Freud) molti consigli riguardo ai casi psichiatrici che studiava, trovando sempre disponibilità ed aiuto anche se, talvolta, le loro opinioni erano contrastanti. Nell'ottobre del 1923 a Firenze, in occasione del IV Congresso dell’Associazione Italiana di Psicologia, durante una conferenza, relazionò Su alcuni concetti psicologici fondamentali della psicoanalisi, esponendo le principali idee che stavano alla base della nuova scienza freudiana. La conferenza venne ben accolta e Weiss informò subito Freud che approvò con entusiasmo l'intervento dello psicoanalista triestino.

### Le dimissioni dal manicomio
Quando il Partito Nazionale Fascista introdusse l'obbligo di iscrizione per i dipendenti pubblici, Weiss rifiutò e ciò gli costò la rinuncia a ricoprire il posto di primario ospedaliero, da quanto emerge da una lettera inviata a Freud:
(Edoardo Weiss)
Le sue dimissioni non furono accolte e piuttosto, grazie al meritato servizio prestato in quegli anni, Weiss ricevette una promozione a “medico di sezione” e così continuò ad esercitare la sua professione fino al 1929, anno in cui si dimise definitivamente dall'Ospedale, rinunciando al cospicuo compenso mensile di duemila lire annue che gli avrebbe garantito una buona e stabile condizione economica.
In una lettera a Paul Federn, psicoanalista e allievo di Freud, Weiss espresse il desiderio di cambiare ambiente lavorativo, ritenuto molto frustrante:
(Edoardo Weiss)
Lo psichiatra triestino visse un vero e proprio isolamento professionale, anche a causa della sua personalità poco “affascinante”: era un uomo molto pacato e riflessivo.

### Ultimi anni e morte
Durante gli ultimi anni in Italia, tormentati a causa dell'abbandono dell'attività ospedaliera, Weiss lavorò privatamente fino a circa 10-12 ore al giorno, accettando anche un basso onorario. Nel 1930, si dedicò con molta cura alla formulazione delle famose cinque lezioni ai medici triestini e, in vista dell'imminente pubblicazione degli Elementi di psicoanalisi, fece visionare gli ultimi capitoli a Federn, accogliendo preziosi suggerimenti. La pubblicazione dello scritto costituì un punto fermo degli esordi della psicoanalisi in Italia: nello stesso periodo, infatti, si impegnò nella stesura di due saggi psicoanalitici e accolse la richiesta del ministro dell'istruzione Giovanni Gentile di inserire le voci “Freud” e “Psicoanalisi” nell'importante Enciclopedia italiana. Weiss, nel 1932, fondò sia la prima Società Psicoanalitica Italiana ufficiale, per la quale nel 1936 ottenne il riconoscimento formale dell'IPA (International Psychoanalytical Association), sia la "Rivista italiana di psicoanalisi". I suoi testi furono pubblicati nell'Archivio generale di neurologia, psichiatria e psicoanalisi. Nel gennaio 1939, in seguito all'introduzione in Italia delle leggi razziali, Weiss fu costretto a trasferirsi con la famiglia negli Stati Uniti d'America, a Topeka prima, dove lavorò presso la celebre Menninger Clinic e a Chicago successivamente, dove divenne docente del Chicago Institute of Psychoanalysis. Si impegnò nella raccolta degli scritti postumi del suo maestro Paul Federn dal titolo Ego Psychology and the Psychoses, pubblicati nel 1952 ed anche di alcuni aspetti della metapsicologia; a livello clinico, si interessò di psicosomatica (in collaborazione con Franz Alexander) e della comprensione dell'agorafobia da un punto di vista psicodinamico. 
Morì a Chicago il 14 dicembre 1970, mettendo fine ad un “ciclone psicoanalitico” che entusiasmò non solo i triestini, ma anche gli altri italiani.

## Le cartelle cliniche
Weiss studiò scrupolosamente il “disordine dell'Io” di coloro che chiedevano un suo consulto, i quali molto spesso erano reduci della Grande Guerra e che, per potere incontrare i loro cari, dovevano prima essere sottoposti ad esami clinici presso l'Ospedale psichiatrico. I suoi pazienti, infatti, presentavano lesioni meningo-encefaliche che recavano disturbi mentali di tipo maniacale, caratterizzati da logorrea e deliri prima di degenerare in demenza sifilitica, altri erano affetti da “psicosi belliche” causate dalla guerra, altri ancora affetti da nevrosi isteriche. Nella stesura delle cartelle raramente si trovano misurazioni antropometriche, ma tutte seguono un modello preciso: nella prima pagina si raccolgono i dati “sensibili” quali nome, cognome, età, religione, diagnosi di ammissione, ma anche dettagli quali “persone da informare” mentre nell'ultima pagina si trovano l'esito della degenza e le modalità della dimissione. Le cartelle cliniche redatte da Edoardo Weiss ammontano a circa 340.

### Pazienti illustri: il pittore Arturo Nathan

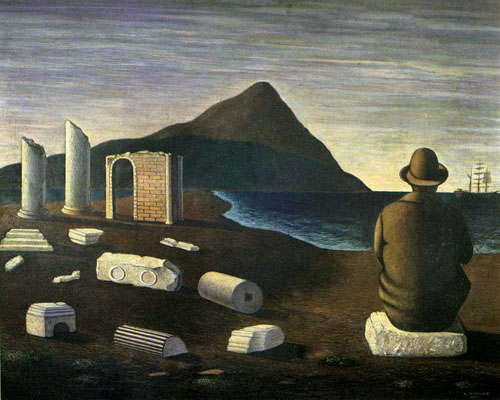
Arturo Nathan, L'esiliato, 1928

Nel corso della sua carriera, Edoardo Weiss curò moltissimi pazienti illustri, ma merita un'attenzione particolare il pittore metafisico Arturo Nathan, anch'egli triestino ed ebreo. Così scrive in una lettera a Freud:
(Edoardo Weiss)
Il pittore era un ragazzo introverso, tranquillo, studioso e per nulla pragmatico, rivolto più al "mondo interno" piuttosto che verso la materialità mondana. La sua personalità si scontrò con quella del padre, commerciante dedito ai suoi affari, e con quella della madre, donna comprensiva e accogliente con la quale ebbe un legame profondo ma destinato a cambiare continuamente. Gli eventi triestini di quel periodo, che influenzarono la sua pittura, lo costrinsero a trasferirsi a Napoli. Uomo solo, piegato alla sofferenza, alla solitudine e all'angoscia, chiese l'aiuto di Edoardo Weiss il quale, però, incontrando qualche difficoltà nella scelta della terapia, consultò il Maestro. Freud non ebbe dubbi e rispose così:
(Sigmund Freud)
Secondo la testimonianza di Weiss, il pittore grazie alla terapia adottata migliorò lentamente e ciò determinò anche un cambio di soggetti nei suoi quadri, scoprendo una inclinazione pittorica fino ad allora sconosciuta.

## Opere
- Su alcuni concetti psicologici fondamentali della psicoanalisi, Archivio Generale di Neurologia, Psichiatria e Psicoanalisi, 1923-1924
- Psichiatria e psicanalisi, Quaderni di Psichiatria, 1925, pp. 206–208.
- Il simbolismo psicoanalitico, Teramo, Società Anonima Tipografica "La Fiorita", 1926.
- Elementi di Psicoanalisi, prefazione di Sigmund Freud, Milano, U. Hoepli, 1931, IIª ed. 1933; ristampa anastatica dell'edizione Hoepli 1937, Milano, Cisalpino-Goliardica, 1976-1989; Introduzione di Anna Maria Accerboni Pavanello, Collezione Biblioteca n. 38, Pordenone, Studio Tesi, 1985.
- Agorafobia: isterismo d'angoscia, Roma, P. Cremonese, 1936.
- Psychosomatic medicine: the clinical application of phsychopathology to general medical problems, coautore O. Spurgeon English, Philadelphia-London, W. B. Saunders, 1943.
- Principles of Psychodynamics, New York, 1950.
- Paul Federn's Scientific Contributions: In Commemoration, International Journal of Psycho-analysis, 1951, pp. 283–290.
- Struttura e dinamica della mente umana (The Structure and Dynamics of the Human Mind, New York, Grune & Stratton, 1960), traduzione di Marcella Magnino, a cura di Marco Sambin, Collana Psicologia clinica e Psicoterapia, Milano, Raffaello Cortina Editore, 1991, ISBN 978-88-707-8166-3.
- Agoraphobia in the Light of Ego Psychology, New York, Grune & Stratton, 1964.
- Sigmund Freud come consulente, prefazione di Emilio Servadio, Roma, Astrolabio, 1971.

### Traduzioni
- Sigmund Freud, Totem e tabù, Bari, Laterza, 1930, 1946, 1953.